# Ermitage de la Mare de Déu de l'Ermitana (Peñíscola)
L'ermita de la Mare de Déu de l'Ermitana de Peñíscola est une chapelle du début du XVIIe siècle, située sur le rocher de Peñíscola et adossée au château du même nom, au nord de la Communauté valencienne en Espagne.

## Histoire
Sancho de Echevarría, gouverneur militaire de Peñíscola, pour remercier la fidélité à la cause des Bourbons de la population lors de la Guerre de Succession d'Espagne, a construit le nouvel édifice, à la place de la petite chapelle située au même endroit. L'édifice a été construit entre 1708 et 1714, adossé au château, auquel il s'intègre, avec des caractéristiques clairement défensives.

## Architecture

### Structure
Le plan de l'église est une croix latine formée par une nef avec deux chapelles de chaque côté. La croisée est couverte par une coupole et le chœur est surélevé. La nef, le transept et l'abside sont couverts par une voûte en berceau, la nef éclairée par des lunettes, alors que les chapelles sont couvertes par des culs-de-four. Le chevet est plat avec une niche réalisée avec de la pierre de Tortosa.

### Façade
La façade est surmontée par une corniche mixtiligne couronnée par des pinacles; elle est très semblable à la corniche de l'église de Sant Bartomeu de la Jana. La façade porte les armes de Philippe V d'Espagne. Au centre, un portail surmonté d'un linteau horizontal, est fait de pierres de taille décorées avec des motifs militaires (canons, tambours de guerre, entre autres), fait peu usuel dans une église, mais qui rappelle les raisons de la création de l'ermitage.
Située à gauche de la façade, s'élève la tour-clocher, de plan carré et à deux étages, décorée au fronton par les armes de Sancho de Echevarría et une inscription qui indique que c'est lui qui a fait construire l'ermitage. L'étage des cloches présente une ouverture plein cintre avec une imposte et un arc mouluré, sur chaque face, protégé par deux paires de pilastres doriques. La tour, un siècle plus tard, sera imitée par le clocher de l'église de Santa Maria de Peníscola.

## Fête et traditions
La fête de la Mare de Déu de l'Ermitana est célébrée le 8 septembre donnant lieu à des danses typiques.
Selon la légende, la statue a été apportée dans la péninsule par l'apôtre Saint Jacques, et lors de l'arrivée des musulmans, elle a été cachée dans une grotte, puis a été retrouvée au moment de la reconquête chrétienne.

## Galerie

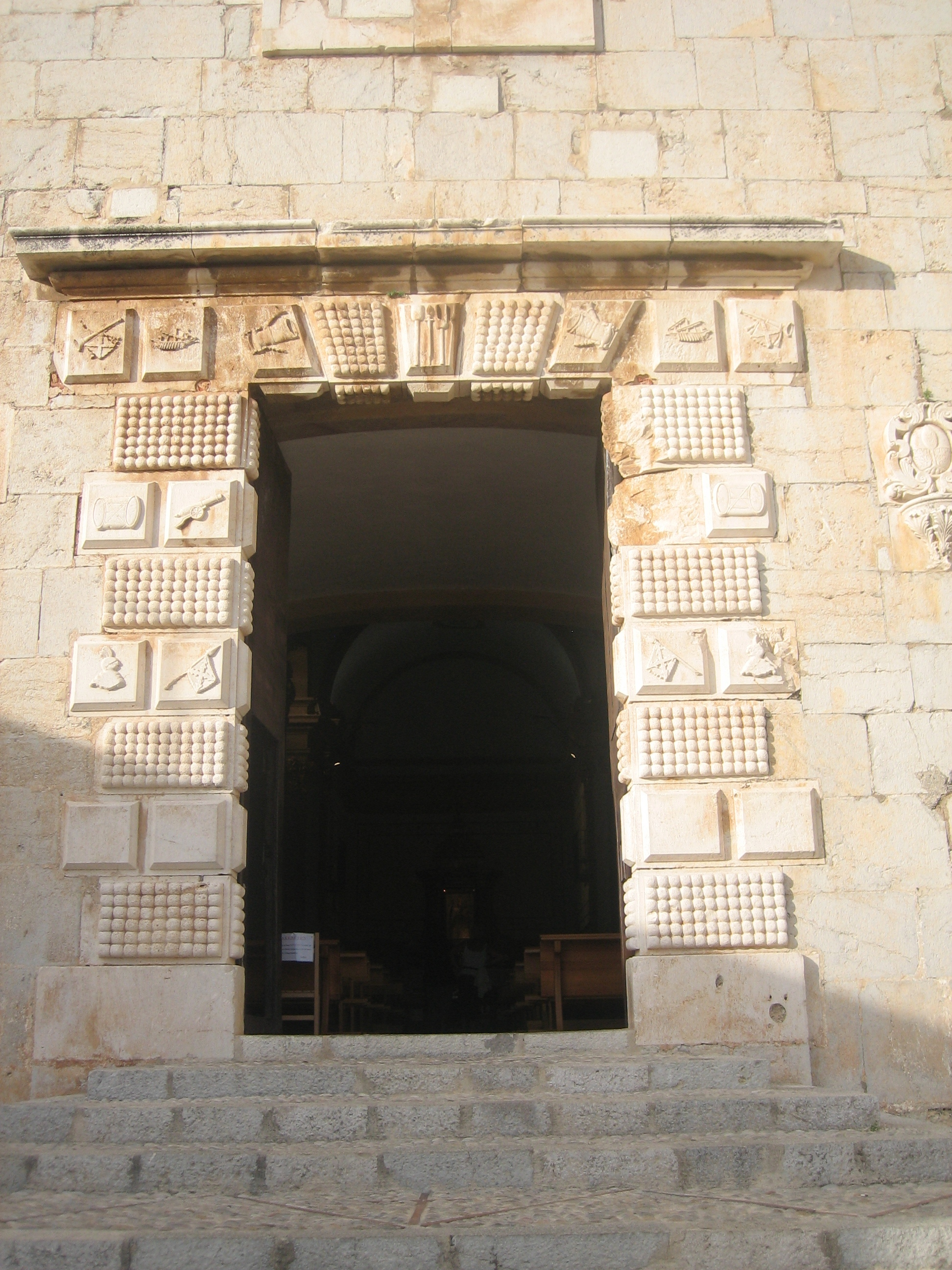
Portail
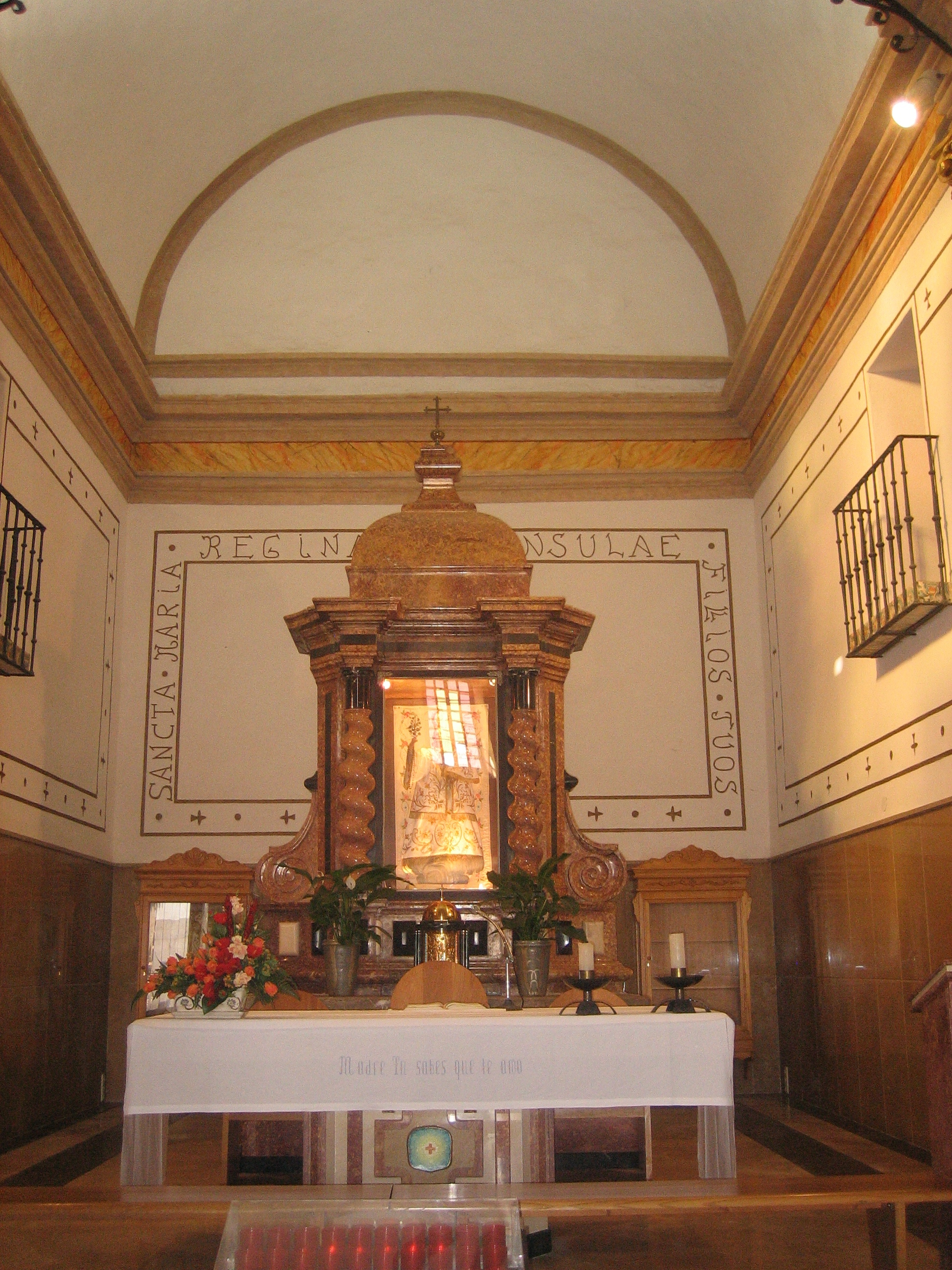
Grand autel
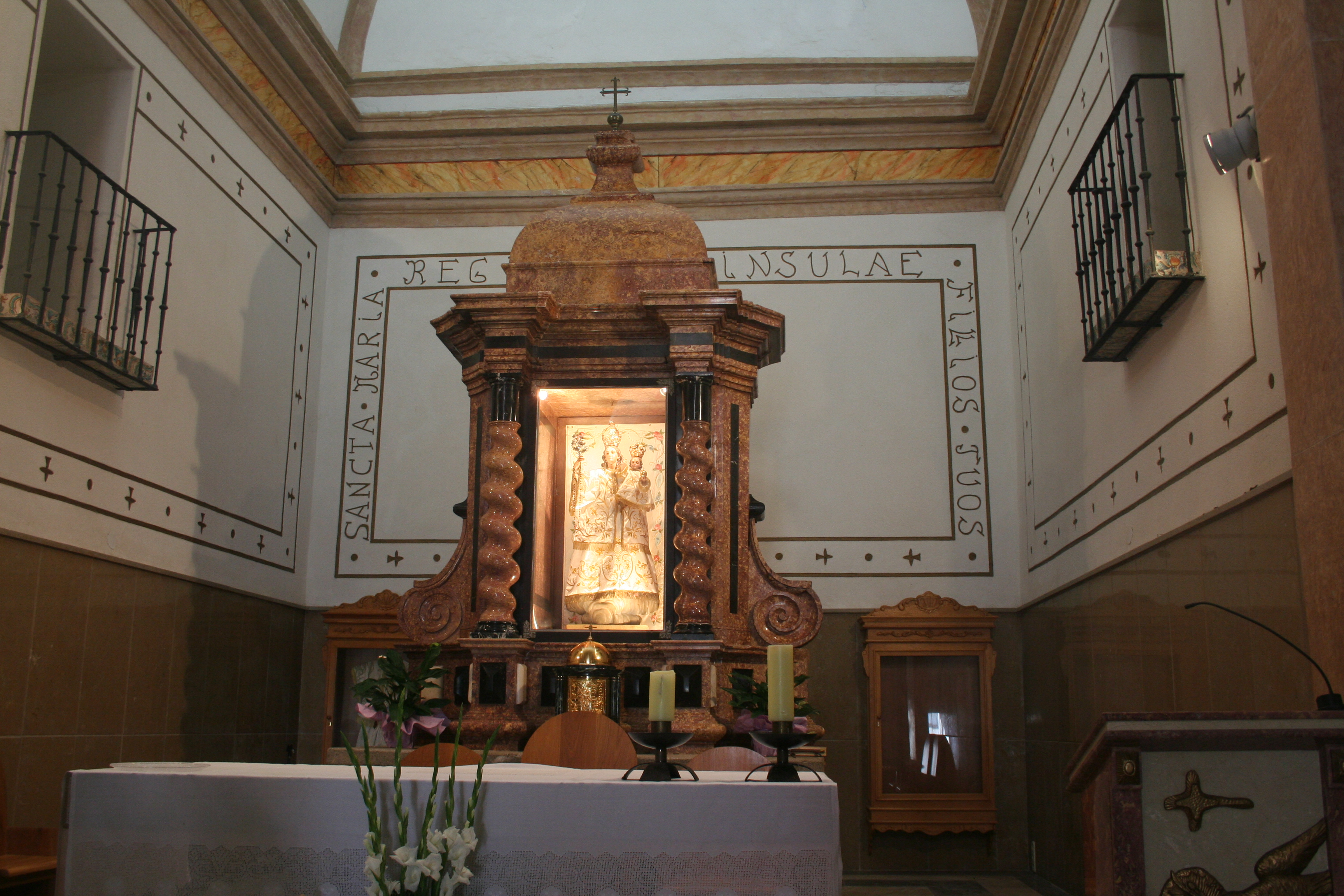
Statue de la Mare de Déu
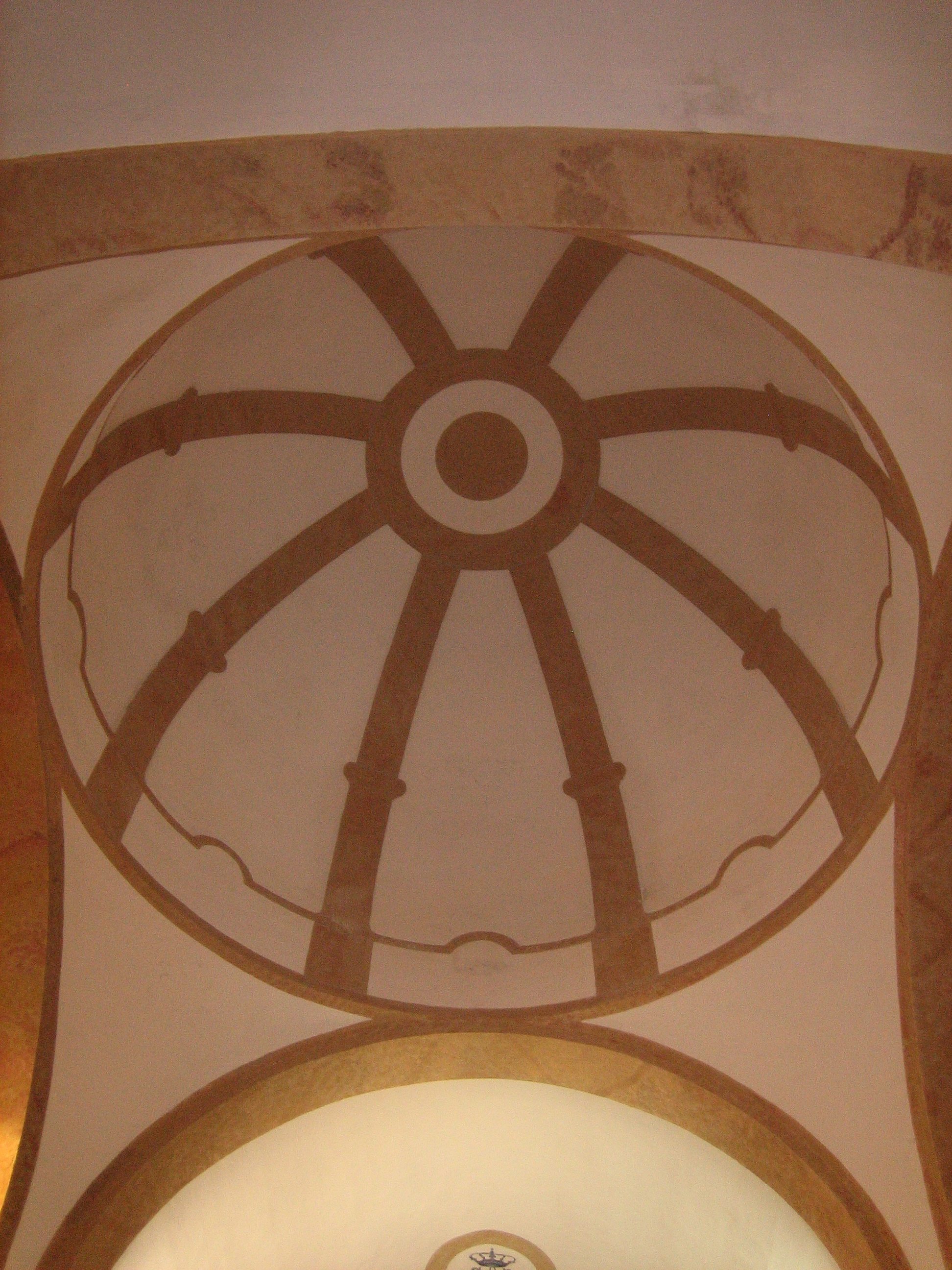
Coupole
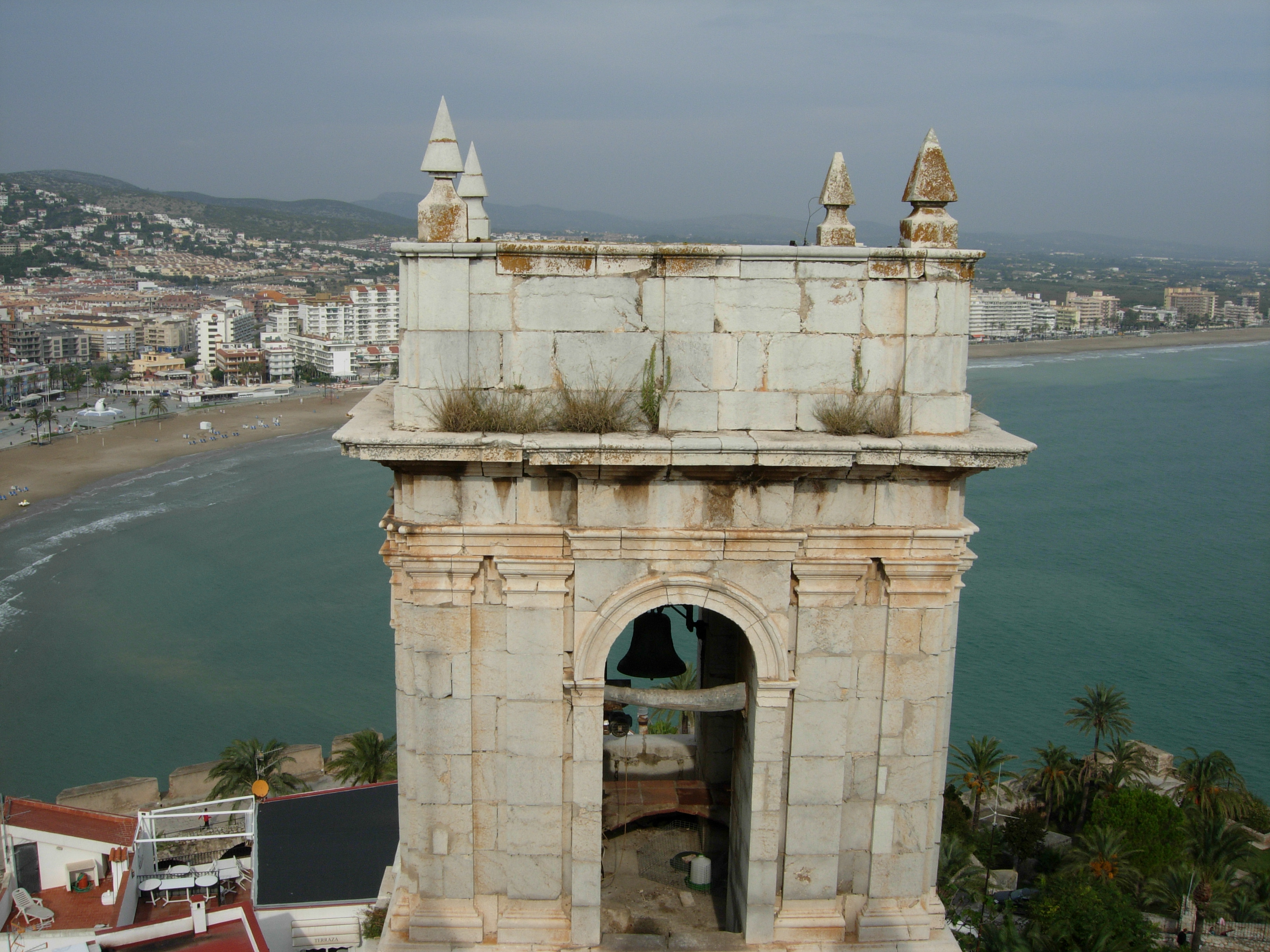
Clocher

## Classement
L'Ermitage de la Mare de Déu de l'Ermitana est classé Bien de Relevancia Local (code 12.03.089-001).

### Sources
- (ca) Cet article est partiellement ou en totalité issu de l’article de Wikipédia en catalan intitulé « Iglesia de Santa María (Peñíscola) » (voir la liste des auteurs).